# 6-я отдельная специальная милицейская бригада внутренних войск МВД Республики Беларусь
6-я отдельная специальная милицейская бригада внутренних войск Министерства внутренних дел Республики Беларусь (бел. 6-я асобная спецыяльная міліцэйская брыгада ўнутраных войскаў Міністэрства ўнутраных спраў Рэспублікі Беларусь) (войсковая часть 5525) — соединение внутренних войск МВД Республики Беларусь, подразделения которого дислоцируются в двух городах Гомельской области: Гомеле, Мозыре.
На момент 2015 года, соединение выполняло практически весь спектр задач, поставленных перед внутренними войсками МВД Республики Беларусь, было укомплектовано на 2/3 военнослужащими контрактной службы, прапорщиками и офицерами.

## Служебно-боевые задачи
Основными служебно-боевыми задачами, выполняемыми соединением, являются:
- оказание содействия органам внутренних дел в охране общественного порядка и обеспечении общественной безопасности в городах: Гомеле, Мозыре, Речице и Светлогорске;
- охрана исправительных колоний управления Департамента исполнения наказаний МВД Республики Беларусь по Гомельской области;
- конвоирование и охрана осужденных и лиц, содержащихся под стражей;
- участие в розыске лиц, совершивших побег из-под охраны и надзора в исправительных учреждениях, от войсковых караулов при конвоировании;
- обеспечение проведения заседаний Гомельского областного суда;
- проведение работ по проверке сообщений об установке взрывных устройств, их обнаружению, обезвреживанию и уничтожению, а также обезвреживание и уничтожение неразорвавшихся боеприпасов времён Великой Отечественной войны, других неразорвавшихся боеприпасов в населённых пунктах и на территории Гомельской области;
- участие в территориальной обороне Республики Беларусь.

При возникновении обстоятельств, представляющих угрозу безопасности граждан, деятельности организаций и общественному порядку, а также в интересах обороны Республики Беларусь соединение может привлекаться для выполнения других задач в соответствии с Законом Республики Беларусь «О внутренних войсках МВД Республики Беларусь» и иными актами законодательства Республики Беларусь.

## История
За время своей служебно-боевой деятельности войсковая часть 5525 прошла путь от отдельного специального моторизованного батальона милиции взводного состава с местом постоянной дислокации в г. Гомеле до отдельной специальной милицейской бригады батальонно-ротного состава, чьи подразделения дислоцируются в городах: Гомеле, Мозыре, Речице и Светлогорске.

### 145-й отдельный специальный моторизованный батальон милиции (1990—1992)
Войсковая часть 5525 была образована Приказом МВД СССР № 03 от 18 января 1990 года во исполнение Постановления СМ СССР от 25 сентября 1989 года № 795—173 и Постановления СМ БССР от 22 ноября 1989 года № 298 «О мерах по усилению борьбы с преступностью в республике», с постоянным местом дислокации в г. Гомеле, в целях обеспечения охраны общественного порядка в данном областном центре. Воинская часть была сформирована как 145-й отдельный специальный моторизованный батальон милиции в составе 43-й Краснознамённой конвойной дивизии внутренних войск МВД СССР (в/ч 3403, г. Минск). Дата 18 января отмечается как День части.
Первым командиром воинской части 28 марта 1990 года был назначен майор Н. М. Великанов, вступивший в исполнение должности 13 апреля 1990 года на основании Приказа командира 43 кд.
С момента начала своего формирования, воинская часть дислоцировалась в расположении отдельного батальона патрульно-постовой службы милиции (ППСМ) УВД Гомельского облисполкома.
Перед командованием воинской части сразу же была поставлена задача организовать приём первого призыва военнослужащих срочной службы и на базе 626-го конвойного полка 43 кд (в/ч 6713, г. Могилёв) провести начальную военную подготовку и учебный сбор, а затем организовать ввод личного состава в службу по охране общественного порядка в г. Гомеле. Первым приказом по части стал Приказ от 12 мая 1990 года «Об организации учебного сбора по подготовке молодого пополнения, призываемого в мае—июне 1990 года». На укомплектование части поступило молодое пополнение в количестве 85 человек, призванных из Белорусского, Московского и Приволжского военных округов. 5 июня 1990 года из 8-го учебного специального моторизованного полка милиции внутренних войск МВД СССР (в/ч 5440, г. Донецк) прибыли первые пять сержантов, которые были назначены командирами отделений.
В августе 1990 года управление части и подразделения обеспечения (20 военнослужащих, прибывших после учебного сбора из г. Могилёва) были передислоцированы в п. Прибор Гомельского района в здание СПТУ № 185 для подготовки жилых помещений, где должен был быть размещён личный состав части.
В августе 1990 года для приёмки предполагаемого места дислокации прибыл первый заместитель командующего внутренними войсками МВД СССР генерал-лейтенант Б. К. Смыслов. Поскольку за воинской частью был закреплён только 3-й этаж здания училища, а остальные помещения продолжали занимать учащиеся, генерал-лейтенантом Б. К. Смысловым данное место было признано неудовлетворительным для постоянной дислокации части и отдано распоряжение о передислокации управления части назад в г. Гомель, а всего личного состава — в расположение 626 кп в г. Могилёв.
В связи с трудностями размещения воинской части в г. Гомеле, командиром 43 кд генерал-майором В. А. Борисенко было принято решение об организации втягивания личного состава в боевую службу по охране общественного порядка в Октябрьском районе г. Могилёва. С этой целью с 11 сентября 1990 года была организована первичная стажировка личного состава в Октябрьском РОВД г. Могилёва. В сентябре 1990 года личный состав части также принимал участие в составе сводного отряда 626 кп и 143-го отдельного специального моторизованного батальона милиции (в/ч 5523, г. Могилёв) в пресечении массовых беспорядков осужденных в ИТК № 19 г. Могилёва.
Новое место постоянной дислокации воинской части в г. Гомеле было определено Решением Гомельского областного совета народных депутатов от 16 августа 1990 года № 197 «О размещении в/ч 5525 в городе Гомеле». Оно предписывало передачу до 1 сентября 1990 года на баланс горисполкома территории и всех строений пионерского лагеря «Орлёнок» и выполнение до 1 ноября 1990 года текущего ремонта и реконструкции зданий и сооружений под штаб, казармы, столовую, комнату хранения оружия и т. д. с целью последующего размещения воинской части. Однако на новое место постоянной дислокации на территорию бывшего пионерского лагеря «Орлёнок» личный состав части был передислоцирован только в феврале 1992 года.
Из-за отсутствия условий для размещения личного состава призыв в воинскую часть в октябре—ноябре 1990 года не проводился. С 3 декабря 1990 года имеющийся личный состав части временно был размещён в спортивном зале отдельного батальона ППСМ УВД Гомельского облисполкома.
В период с 22 декабря 1990 года по 30 марта 1991 года в целях ввода личного состав в боевую службу и выработки необходимых служебных и профессиональных качеств и правовой практики была организована стажировка личного состава в Центральном, Железнодорожном, Новобелицком и Советском РОВД г. Гомеля, на которую было выделено 66 военнослужащих.
27 февраля 1991 года воинская часть выполняла задачи по охране общественного порядка в связи с прибытием в г. Гомель президента СССР М. С. Горбачёва.
С 17 июня по 25 сентября 1991 года личный состав воинской части в количестве 75 человек выполнял задачи по охране общественного порядка и обеспечению режима чрезвычайного положения в г. Степанакерте Нагорно-Карабахской автономной области (НКАО) Азербайджанской ССР (с 30 августа 1991 года — Азербайджанской Республики). В сентябре 1991 года личный состав части принимал участие в обеспечении охраны общественного порядка при проведении массовых мероприятий, связанных с прибытием в НКАО с миротворческой миссией президентов РСФСР и Казахской ССР Б. Н. Ельцина и Н. А. Назарбаева. Служба выполнялась на центральной площади г. Степанакерта в первой цепочке. За умелые и решительные действия почти весь личный состав был поощрёны комендантом района чрезвычайного положения и командованием части.
В 1991 году воинская часть приступила к самостоятельному несению службы в Советском и Железнодорожном районах г. Гомеля.
Ещё до официального роспуска СССР и обретения Республикой Беларусь независимости, согласно Приказу МВД СССР № 084 от 28 ноября 1991 года, 43-я конвойная дивизия внутренних войск МВД СССР была передана в подчинение МВД Республики Беларусь и переименована в 43-ю дивизию внутренних войск МВД Республики Беларусь, при этом из состава дивизии были выведены воинские части, дислоцировавшиеся на территории РСФСР: 502-й конвойный полк (в/ч 7459, г. Смоленск), 649-й конвойный полк (в/ч 6703, г. Брянск) и 148-й отдельный специальный моторизованный батальон милиции (в/ч 5528, г. Брянск).

### 3-й отдельный специальный моторизованный батальон милиции (1992)
Постановлением СМ Республики Беларусь от 24 марта 1992 года № 150 43-я дивизия внутренних войск МВД Республики Беларусь была преобразована во внутренние войска МВД Республики Беларусь. Приказом МВД Республики Беларусь от 13 мая 1992 года № 016 была утверждена организационно-штатная структура внутренних войск, согласно которой, в частности, 145-й отдельный специальный моторизованный батальон милиции (в/ч 5525, г. Гомель) был переименован в 3-й отдельный специальный моторизованный батальон милиции.
В соответствии с Приказом начальника Управления внутренними войсками МВД Республики Беларусь от 9 октября 1992 года, был назначен и приступил к исполнению обязанностей командира воинской части майор В. П. Лапченко.

### 3-й отдельный специальный милицейский батальон (1992—2004)
4 ноября 1992 года, согласно Приказу МВД Республики Беларусь от 30 октября 1992 года № 047, воинская часть была вновь переименована — в 3-й отдельный специальный милицейский батальон.
С 1 декабря 1992 года в батальоне были сформированы подразделения:
- патрульная рота (из четырёх патрульных взводов и патрульного взвода на автомобилях);
- стрелковая рота;
- взвод материально-технического обеспечения[2].

28 февраля 1994 года, согласно Приказу командующего внутренними войсками МВД Республики Беларусь, патрульная рота была переименована в 1-ю патрульную роту, а также была сформирована 2-я патрульная рота с местом дислокации в г. Мозыре (Гомельская область), которая уже 6 сентября 1994 года была передислоцирована к ядру части в г. Гомель.
В январе 1995 года была сформирована 3-я патрульная рота для выполнения служебно-боевых задач в 52 км от пункта постоянной дислокации в г. Речице (Гомельская область), но уже 28 апреля 1995 года Приказом командующего внутренними войсками МВД Республики Беларусь данное подразделение было сокращено в полном составе.
Согласно Указу президента Республики Беларусь от 26 октября 1994 года № 162, из Министерства обороны Министерству внутренних дел Республики Беларусь были переподчинены штабы и воинские части гражданской обороны. 10 июля 1995 года в состав войсковой части 5525 был введён 14-й отдельный аварийно-спасательный батальон (в/ч 3314, д. Борщёвка Речицкого района), и с 12 по 24 июля 1995 года состоялась передислокация воинского соединения на новое общее место дислокации — в военный городок Лещинец в г. Гомеле.
12 июля 1995 года новым командиром воинской части был назначен подполковник А. В. Картынник.
В организационно-штатной структуре воинской части произошли существенные изменения: была восстановлена 3-я патрульная рота, стрелковая рота переименована в 4-ю стрелковую роту, из взвода материально-технического обеспечения сформирована 7-я рота материально-технического обеспечения, на базе подразделений бывшего 14 оасб сформированы инженерные подразделения:
- 5-я инженерно-техническая рота (из аварийно-спасательных рот);
- 6-я понтонно-переправочная рота (из понтонно-переправочного взвода специальной роты);
- взвод радиационной и химической защиты (из взвода противохимической защиты)[2].

9 апреля 1996 года полковник А. В. Картынник был откомандирован на должность заместителя начальника УВД Гомельского облисполкома, новым командиром части был назначен подполковник А. И. Стельмашок.
В феврале 1997 года была сформирована сапёрно-пиротехническая группа для оперативного реагирования по сигналу «Объект заминирован» (для выполнения задач по обнаружению, обезвреживанию и уничтожению неразорвавшихся боеприпасов и нестандартных взрывных устройств).
7 мая 1998 года на пл. Независимости г. Минска заместитель министра внутренних дел Республики Беларусь — командующий внутренними войсками генерал-майор Ю. Л. Сиваков от имени президента Республики Беларусь вручил воинской части Боевое Знамя и Грамоту президента Республики Беларусь. 8 мая 1998 года в военном городке Лещинец (г. Гомель) состоялся Торжественный ритуал встречи Боевого Знамени части. 12 мая 1998 года впервые с выносом Боевого Знамени состоялось торжественное мероприятие, посвящённое увольнению личного состава части в запас.
29 мая 1998 года, в рамках научно-практической конференции внутренних войск МВД Республики Беларусь на тему: «Воинская служба и Православная церковь в Республике Беларусь», которая состоялась в войсковой части 3310 (п. Околица Минского района), патриарший экзарх всея Белоруссии, митрополит Минский и Слуцкий Филарет произвёл дарение иконы святого покровителя войсковой части 5525 — Святого великомученика Трифона.
Во исполнение Распоряжения президента Республики Беларусь от 2 декабря 1997 года № 365 «О некоторых мерах по патриотическому воспитанию молодёжи», в котором воинская часть была объявлена внештатным областным центром патриотического воспитания, 30 ноября 1998 года был создан центр патриотического воспитания «Дзержинец», который возглавил бывший военнослужащий части старший прапорщик запаса Ю. Ю. Рахматов.
Приказом министра внутренних дел Республики Беларусь от 6 сентября 1999 года № 393 л/с в целях сохранения и укрепления боевых традиций соединений и воинских частей внутренних войск Герой Советского Союза, подполковник Д. Н. Пенязьков был зачислен почётным солдатом в 1-й взвод 1-й патрульной роты. После ухода из жизни подполковник Д. Н. Пенязьков был навечно зачислен в списки войсковой части 5525.
В соответствии с Указом президента Республики Беларусь от 24 ноября 2000 года № 614 «О совершенствовании государственного управления гражданской обороной Республики Беларусь» штабы гражданской обороны были переданы из Министерства внутренних дел Министерству по чрезвычайным ситуациям Республики Беларусь. В 2001 году в воинской части были сокращены инженерные подразделения, а их имущество и техника переданы в МЧС.
В ноябре 2001 года был создан военный оркестр войсковой части 5525.
В период 2002—2003 годов в составе воинской части были сформированы отдельные патрульные роты, дислоцирующиеся в трёх городах Гомельской области:
- в августе 2002 года — в г. Светлогорске[8];
- в декабре 2002 года — в г. Речице[9];
- в июне 2003 года — в г. Мозыре[10].

### 6-я отдельная специальная милицейская бригада (с 2004 года)
Согласно Указу президента Республики Беларусь от 21 января 2004 года № 21, на базе 3-го отдельного специального милицейского батальона была сформирована 6-я отдельная специальная милицейская бригада. Командиром бригады был назначен полковник А. И. Стельмашок.
18 марта 2004 года в бригаде был сформирован 2-й отдельный патрульный батальон (с местом дислокации управления батальона в г. Мозыре) в составе:
- 4-я отдельная патрульная рота (г. Мозырь)[10];
- 5-я отдельная патрульная рота (г. Светлогорск)[8][10];
- 6-я отдельная патрульная рота (г. Речица)[9][10].

В рамках реорганизации внутренних войск МВД Республики Беларусь с ноября 2013 года в штат гомельского соединения (из состава войсковой части 6713) был введён 3-й отдельный стрелковый батальон (с местом дислокации управления батальона в г. Мозыре), который осуществляет охрану исправительных учреждений, а также конвоирование и охрану осуждённых и лиц, содержащихся под стражей. В состав отдельного батальона вошли:
- 7-я стрелковая рота (осуществляет надзор за осуждёнными в ИК № 20 г. Мозыря)[3][13][14];
- 8-я отдельная стрелковая рота (осуществляет надзор за осуждёнными женщинами в ИК № 4 г. Гомеля)[3][14][15];
- 9-я отдельная стрелковая рота (осуществляет надзор за осуждёнными женщинами в ИК № 24 г. п. Заречье Речицкого района)[3][14];
- 10-я стрелковая рота (осуществляет судебное и встречное конвоирование в г. Гомеле и Гомельской области)[14].

В этот период бригадой командовали: с 13 апреля 2005 года — полковник Ю. Х. Караев, с 22 июля 2008 года — полковник Игорь Бурмистров, с 24 октября 2008 года — подполковник В. А. Мандрик, с 13 сентября 2010 года — подполковник С. А. Гребенников, с 15 апреля 2013 года — полковник Р. В. Шестопалов, с весны 2017 года — полковник А. В. Смирнов.

## Организационно-штатная структура

### До декабря 1992 года
- управление части;
- четыре патрульных взвода;
- патрульный взвод на автомобилях;
- взвод материально-технического обеспечения[2].

### До июля 1995 года
- управление части;
- 1-я патрульная рота (сформирована в декабре 1992 года из четырёх патрульных взводов и патрульного взвода на автомобилях):
  - 1-й взвод специального назначения;
- 2-я патрульная рота (с февраля 1994 года по сентябрь 1994 года дислоцировалась в г. Мозыре, после была передислоцирована к ядру части в г. Гомель);
- 3-я патрульная рота (сформирована в январе 1995 года для выполнения служебно-боевых задач в 52 км от пункта постоянной дислокации в г. Речице (Гомельская область), в апреле 1995 года была сокращена в полном составе);
- стрелковая рота (выполняла судебное и встречное конвоирование в г. Гомеле и Гомельской области):
  - группа служебно-розыскного собаководства (СРС);
- взвод материально-технического обеспечения[2].

### До 2001 года
- управление части;
- 1-я патрульная рота:
  - 1-й взвод специального назначения;
- 2-я патрульная рота;
- 3-я патрульная рота;
- 4-я стрелковая рота:
  - группа служебно-розыскного собаководства (СРС);
- 5-я инженерно-техническая рота (сформирована в июле 1995 года из аварийно-спасательных рот в/ч 3314; была расформирована в 2001 году, имущество и техника переданы МЧС):
  - взвод радиационной и химической защиты (сформирован в июле 1995 года из взвода противохимической защиты в/ч 3314; был расформирован в 2001 году, имущество и техника переданы МЧС);
- 6-я понтонно-переправочная рота (сформирована в июле 1995 года из понтонно-переправочного взвода специальной роты в/ч 3314; была расформирована в 2001 году, имущество и техника переданы МЧС);
- 7-я рота материально-технического обеспечения;
- учебные роты (формировались на время проведения курса молодого бойца для молодого пополнения из числа военнослужащих срочной службы);
- санитарная часть;
- два стрельбища[2].

### После 2001 года
- управление части[3][14];
- 1-й патрульный батальон (сформирован в марте 2004 года с местом дислокации управления батальона в г. Гомеле)[3][14][18]:
  - 1-я патрульная рота[3]:
    - 1-й взвод (разведки) специального назначения[18][19];

  - 2-я патрульная рота;
  - 3-я патрульная рота[18];
- 2-й отдельный патрульный батальон (сформирован в марте 2004 года с местом дислокации управления батальона в г. Мозыре)[10][14]:
  - 4-я отдельная патрульная рота (сформирована в июне 2003 года в г. Мозыре)[10];
  - 5-я отдельная патрульная рота (сформирована в августе 2002 года в г. Светлогорске)[8][10];
  - 6-я отдельная патрульная рота (сформирована в декабре 2002 года в г. Речице)[9][10];
- 3-й отдельный стрелковый батальон (сформирован в ноябре 2013 года из подразделений, переданных из состава в/ч 6713[11][12], с местом дислокации управления батальона в г. Мозыре)[2][3]:
  - 7-я стрелковая рота (осуществляет надзор за осуждёнными в ИК № 20 г. Мозыря)[3][14]:
    - группа специалистов-кинологов[20];

  - 8-я отдельная стрелковая рота (осуществляет надзор за осуждёнными женщинами в ИК № 4 г. Гомеля)[3][14];
  - 9-я отдельная стрелковая рота (осуществляет надзор за осуждёнными женщинами в ИК № 24 г. п. Заречье, Речицкий район)[3][14];
  - 10-я стрелковая рота (осуществляет судебное и встречное конвоирование в г. Гомеле и Гомельской области; дислоцируется в ядре части в военном городке Лещинец г. Гомеля)[14]:
- рота боевого и материального обеспечения[14];
- рота технического обеспечения[14];
- учебные роты (формируются на время проведения курса молодого бойца для молодого пополнения из числа военнослужащих срочной службы)[2][3];
- кинологическая служба[21][22];
- сапёрно-пиротехническая группа (сформирована в феврале 1997 года)[2][3];
- военный оркестр (образован в ноябре 2001 года)[7];
- медицинский пункт[2];
- три стрельбища[3].

## Командиры

### 145 осмбм
- майор Великанов, Николай Матвеевич (28.03.1990—13.05.1992)[2].

### 3 осмбм
- майор Великанов, Николай Матвеевич (13.05.1992—08.10.1992)[2];
- майор Лапченко, Валерий Петрович (09.10.1992—04.11.1992)[2].

### 3 осмб
- подполковник Лапченко, Валерий Петрович (04.11.1992—11.06.1995)[2];
- полковник Картынник, Александр Васильевич (12.06.1995—08.04.1996)[2];
- подполковник Стельмашок, Александр Иванович (09.04.1996—21.01.2004)[2].

### 6 осмбр
- полковник Стельмашок, Александр Иванович (21.01.2004—12.04.2005)[2];
- полковник Караев, Юрий Хаджимуратович (13.04.2005—21.06.2008)[2];
- полковник Бурмистров, Игорь Павлович (22.06.2008—23.10.2008)[2];
- подполковник Мандрик, Владислав Алексеевич (24.10.2008—12.09.2010)[2];
- подполковник Гребенников, Сергей Александрович (13.09.2010—14.04.2013)[2];
- полковник Шестопалов, Руслан Владимирович (15.04.2013 — весна 2017 года)[2];
- полковник Смирнов, Андрей Вячеславович (весна 2017 года[16][17] — 23.12.2019).
- полковник Жадобин, Виктор Юрьевич (с 23.12.2019)[23]